# Distretto di Căușeni
Il distretto di Căușeni è uno dei 32 distretti della Moldavia, il capoluogo è la città di Căușeni.

## Società

### Evoluzione demografica
In base ai dati del censimento, la popolazione è così divisa dal punto di vista etnico:
| Etnia       | Abitanti | %     |
| ----------- | -------- | ----- |
| Moldavi     | 79.432   | 87,66 |
| Ucraini     | 2.469    | 2,72  |
| Russi       | 3.839    | 4,24  |
| Gagauzi     | 653      | 0,72  |
| Bulgari     | 1.108    | 1,22  |
| Rumeni      | 2.844    | 3,14  |
| Altre etnie | 267      | 0,29  |

## Geografia antropica

### Suddivisioni amministrative
Il distretto è formato da 2 città e 28 comuni

#### Città
1. Căușeni
2. Căinari

#### Comuni
1. Baccealia
2. Baimaclia
3. Chircăiești
4. Chircăieștii Noi
5. Chițcani
6. Ciuflești
7. Cîrnățeni
8. Cîrnățenii Noi
9. Copanca
10. Coșcalia
11. Cremenciug
12. Fîrlădeni
13. Gîsca
14. Grădinița
15. Grigorievca
16. Hagimus
17. Opaci
18. Pervomaisc
19. Plop-Știubei
20. Săiți
21. Sălcuța
22. Taraclia
23. Tănătari
24. Tănătarii Noi
25. Tocuz
26. Ucrainca
27. Ursoaia
28. Zaim